# Pery Burge
Peronel Burge, née en 1955 et décédée le 10 février 2013, est une  photographe et artiste peintre britannique qui, au cours des années 2000, a travaillé avec des images abstraites en utilisant de l'encre dans l'eau ou sur papier, invoquant des processus naturels tels que l'écoulement entraîné par la tension superficielle, la gravité, la turbulence, la rotation et l'érosion,.

## Jeunesse et formation
Burge a grandi à Launceston en Cornouailles. Elle jouait du piano et du violon. En 1972, elle a fréquenté plusieurs écoles avant d'obtenir un certificat d'enseignement de la musique et des arts au Gipsy Hill College de Kingston puis une licence (le Gipsy Hill College a fusionné avec l'Université de Kingston en 1992). La même année, elle a développé le microtraumatisme répété (RSI), qui a modifié ses pratiques artistiques. Burge a poursuivi ses études en arts graphiques et en illustration à l'Université Anglia Ruskin et a obtenu un certificat de l'enseignement supérieur en 1994. En 2012, elle est artiste en résidence à l'université d'Exeter,.

## Vie privée
Après qu'on lui a diagnostiqué un cancer en décembre 2012, Pery est décédée le 10 février 2013. Elle vivait à Ottery St Mary, dans le comté du Devon.